# Porfirio Muñoz Ledo
Porfirio Alejandro Muñoz Ledo y Lazo de la Vega (Città del Messico, 23 luglio 1933 – Città del Messico, 9 luglio 2023) è stato un politico e diplomatico messicano.

## Biografia
Nato a Città del Messico in una famiglia originaria dello stato del Guanajuato, era il più piccolo di quattro figli. Entrambi i genitori erano insegnanti. Durante l'infanzia conobbe Cuauhtémoc Cárdenas, figlio del presidente Lázaro Cárdenas del Río, suo futuro alleato politico.
Studiò giurisprudenza all'Università nazionale autonoma del Messico. Si trasferì poi a Parigi per conseguire un dottorato in scienze politiche e in diritto costituzionale presso l'Università della città.

### Carriera politica
Entrò in politica nella prima metà degli anni '50, iscrivendosi al Partito Rivoluzionario Istituzionale. Nel settembre 1972 il presidente della Repubblica Luis Echeverría Álvarez lo nominò segretario del lavoro e della previdenza sociale. Tre anni dopo dovette però abbandonare l'incarico perché nominato presidente di partito, ruolo che ricoprì per circa un anno.
Nel 1976 diventò uno dei potenziali candidati del PRI per le elezioni dello stesso anno. Tuttavia l'allora presidente Echeverría scelse di candidare ufficialmente il politico José López Portillo. Ciò avvenne anche nel 1982, quando lo stesso López Portillo designò come candidato ufficiale Miguel de la Madrid.
A seguito quindi della vittoria di José López Portillo alle presidenziali del 1976, Porfirio Muñoz Ledo entrò a far parte del gabinetto, divenendo titolare del segretariato dell'istruzione pubblica. Anche qui rimase per un anno.
Nell'agosto 1979 venne nominato Rappresentante permanente del Messico alle Nazioni Unite, incarico nel quale prestò servizio due volte anche come presidente del Consiglio di sicurezza: nell'aprile del 1980 e nel giugno del 1981.
Nel 1987 decise di abbandonare il PRI creando, insieme a Cuauhtémoc Cárdenas e Ifigenia Martínez, il Partito della Rivoluzione Democratica. L'anno successivo si candidò come senatore per il Distretto Federale, mentre Cárdenas si presentò alla candidatura presidenziale. Venne quindi eletto senatore, mentre Cárdenas arrivò al secondo posto col 31,03%.
Nel luglio 1993, ancora senatore, divenne presidente del PRD, restando in tale posizione per tre anni. Precedentemente aveva anche gareggiato alle elezioni statali del Guanajuato del 1991, dove sfidò il futuro presidente Vicente Fox.
Tentò inoltre di partecipare alle elezioni del Distretto Federale, ma venne nuovamente scelto Cárdenas come candidato. Porfirio Muñoz Ledo ottenne un seggio alla Camera dei deputati alle parlamentari del 1997. Durante il primo anno da deputato venne anche nominato presidente della Camera.
Nel 1999 uscì dal partito da lui fondato a causa della candidatura di Cárdenas alle elezioni del 2000 per la terza volta consecutiva, quando invece avrebbe voluto gareggiare lui alle presidenziali. Entrò nel Partito Autentico della Rivoluzione Messicana, oggi non più esistente, col quale si candidò come presidente della Repubblica.
Successivamente divenne ambasciatore messicano nell'Unione Europea. Alle presidenziali del 2006 sostenne Andrés Manuel López Obrador, diventando uno degli alleati politici di AMLO.
Nel 2006 divenne membro del Partito del Lavoro. Alle elezioni del 2009 fu eletto deputato con questo partito. In tale legislatura ricoprì il ruolo di presidente della Commissione delle relazioni estere.
Nel 2016 venne eletto deputato locale di Città del Messico. Dopo il trionfo elettorale del partito Morena alle presidenziali del 2018, decise di cambiare partito, entrando appunto nel Morena. Con questo schieramento prese un seggio alla Camera dei deputati.
Poco prima di iniziare il mandato da deputato, venne rieletto presidente della Camera, incarico che ricoprì dal settembre 2018 all'agosto 2019.
Decise di non ricandidarsi come deputato nel 2021. Nel gennaio 2022 accettò l'incarico di ambasciatore del Messico a Cuba.

### Morte
Porfirio Muñoz Ledo morì a Città del Messico il 9 luglio 2023, poche settimane prima di compiere novant'anni.

## Vita privata
Si sposò nel 1960 con una francese conosciuta a Parigi, con la quale ebbe due figli. I due divorziarono nel 1971. Due anni dopo si sposò nuovamente mentre occupava l'incarico di segretario del lavoro. Anche dalla seconda moglie ebbe due figli. Divorziarono poi nel 1996. Nel 1998 approdò ad un terzo matrimonio, avendo anche qui una nuova figlia. Anche dalla terza moglie in seguito divorziò.